# Huck It
Huck It é um vídeo da banda estadunidense The Offspring, lançado em 2000 pela gravadora Columbia Records.

## Faixas[4]
1. "Intro"
2. "Meet Greg K"
3. "L.A.P.D." (ao vivo)
4. "Skateboard Huck It"
5. "Staring at the Sun" (ao vivo)
6. "Meet Ron Welty"
7. "Meet Dexter"
8. "All I Want" (ao vivo)
9. "BMX Huck It"
10. "Gone Away" (ao vivo)
11. "Meet Noodles"
12. "Credits"

### Bônus
1. "The Kids Aren't Alright" (ao vivo)
2. "Meet the Crew"
3. "Random Outtakes"